# دلاور سمرقند
 فیلم دلاور سمرقند (ترکی استانبولی: Alpago: Alpaslan'ın Fedaisi) یک فیلم سیاه و سفید ترکی است که در سال ۱۹۶۷ میلادی (۱۳۴۶ خورشیدی) به نمایش درآمده است. ترجمه‎‌ی لغوی نام فیلم آلپاگو: فدایی آلپ‌ارسلان می‌باشد ولی بهر حال با نام دلاور سمرقند در سینماهای ایران نمایش داده شده است.
این فیلم به کارگردانی نجات سیدام و نویسندگی سودا سزر با بازی جونید آرکین (در ایران مشهور به فخرالدین)، زینب آکسو ، رها یورداکول و تورگوت اوزاتای در این فیلم به ایفای نقش پرداخته است.
داستان فیلم حول محور شخصیت های تاریخی واقعی و رویدادهای تخیلی می گذرد.

## خلاصه داستان
آلپ ارسلان با جلب اعتماد قبایل ترک، سلطان سلجوقی می‌شود. او همچنین در کاخ خود میزبان محافظ خود آلپاگو (فخرالدین) است که او را از مرگ در بیابان‌های اصفهان نجات داد.
وقتی تهدید بیزانس در غرب به وجود آمد، آلپ ارسلان تصمیم میگیرد دخترش آیشیم را به عقد سلطان حلب درآورد تا اعتماد وی را جلب کند. اما قلب آیشیم سلطان با آلپاگو مانده است. آلپاگو که به عنوان فرمانده قلعه ری منصوب می شود، برای نجات آیشیم سلطان که در حال بازگشت به حلب است، اقدام می کند. اما حسن صباح از این شکاف استفاده می کند و قلعه ری را فتح می کند و فرمانده قلعه و کنیزان  را اسیر می کند. آلپ ارسلان برای نجات قلعه و سلطان، آلپاگو را تسلیم حسن صباح می‌کند و او را به قلعه الموت می فرستد.

## بازیگران
- جونید آرکین (فخرالدین) - آلپاگو
- زینب آکسو - آیشیم سلطان
- تورگوت اوزاتای - حسن صباح
- رها یوردکول - آلپ ارسلان
- Birsen Ayda - Yakute
- سوزان آوجی - نور بانو
- تم پیروز - کورجان
- آتیف کاپتان - وزیر نظام المولک
- حسین برادان - کاراتکین
- مریچ باشاران - گولهان
- بحری اوزکان - دلیکورت
- Mehmet Ali Akpınar - Kozalak
- بهجت نکار - صلاح الدین
- چتین باشاران - فدایی حسن صباح
- Toron Karacaoğlu - Kutulmuş Han
- فوات ایشان - عمر خیام
- Altan Günbay - امیر حلب

## نمایش فیلم در ایران
فیلم دلاور سمرقند در تاریخ دوشنبه ۱۸ اسفند ۱۳۴۸ خورشیدی در سیزده سینما در تهران به نمایش درآمد . این فیلم جایگزین فیلم دنیای تاریک در گروه سینمایی مولن‌روژ شد .
سینماهای نمایش‌دهنده فیلم دلاور سمرقند در تهران، در گروه سینمایی مولن‌روژ شامل ۱۳ سینمای مولن‌روژ، دیانا، مهتاب، رکس، شهوند، نپتون، لیدو، همای، چرخ‌وفلک، اسکار، ارانوس، شرق و پاسارگاد بودند.
فیلم دلاور سمرقند پس از یک هفته نمایش در تهران، در تاریخ یکشنبه ۲۴ اسفند ۱۳۴۸ در گروه سینمایی مولن‌روژ به نمایش خود پایان داد و پس از ایام سوگواری محرم، در تاریخ پنجشنبه ۲۸ اسفند ۱۳۴۸ نمایش فیلم حسن کجل در این گروه سینمایی آغاز شد .